# Деніелл Бредбері
Деніелл Бредбері-Маркiна (нар. 23 липня 1996 року) – американська кантрі-співачка з Cypress, штат Техас. Вона виграла четвертий сезон NBC The Voice в 2013 році. Її дебютний студійний альбом «Danielle Bradbery» вийшов 25 листопада 2013 року, згодом переший сингл "The Heart of Dixie". 2 червня 2017 року Бредбері випустила свій новий сингл "Sway", який є провідним з її другого альбому «I Don't Believe We've Met», який побачив світ 1 грудня 2017 року.

## Раннє життя
Деніелл Бредбері народилася 23 липня 1996 року, в Х'юстоні, штат Техас в родині Денні Кіта Бредбері та Глорії Енн Мартінес. Згодом родина переїхала до Cypress. Майбутня співачка вчилася в Cypress Ranch High School.

## Кар'єра
The Voice (2013)
На сліпих прослуховуваннях 25 березня 2013 року Бредбері виконала пісню "Mean" Тейлор Свіфт, спонукавши Адама Левіна, Блейка Шелтона і Ашера Реймонда повернути свої стільці. Деніелл обрала Шелтона і залишилася в його команді. На раундах Бредбері зіткнулася з Керолайн Глейзер. Разом вони заспівали пісню "Put Your Records On". Серед них обох Бредбері пройшла далі. Під час нокаутів вона заспівала пісню "Jesus Take The Wheel" Керрі Андервуд проти Тейлора Бекхема. Блейк Шелтон обрав Бредбері, відправивши додому Бекхема. Коли учасників залишилося 16 дівчина заспівала "Maybe It Was Memphis". Наступного тижня вона виконала композицію Керрі Андервуд  "Wasted". Коли бородьбу продовжило 10 учасників Бредбері заспівала "Heads Carolina, Tails California", яка стала першою піснею сезону і єдиною піснею цього раунду, що досягла 10 кращих чартів iTunes.
Коли учасників залишилось 6 Деніелл виконала пісню Пем Тілліс "Shake The Sugar Tree", яку обрав її тренер – Блейк Шелтон. На цьому тижні вона також заспівала пісню Сари Еванс "A Little Bit Stronger". У фіналі Бредбері заспівала пісню "Timber, i'm Falling In Love" разом зі своїм тренером. Вона також повторно заспівала пісню "Maybe It Was Memphis", яка на цей раз досягла 10 кращих чартів iTunes, а також "Born to Fly". Деніелл була оголошена переможцем четвертого сезону The Voice. Вона мала найвищі позиції і більшість синглів в ТОП-10 на iTunes протягом сезону. В цілому, у неї було більше завантажень iTunes, ніж у будь-якого іншого учасника в історії шоу. У 16 років Бредбері стала наймолодшим переможцем шоу.
| Раунд              | Пісня                                                    | Оригінальний викнавець | Дата            | Оцінка | Результат                                                 |
| ------------------ | -------------------------------------------------------- | ---------------------- | --------------- | ------ | --------------------------------------------------------- |
| Сліпий відбір      | "Mean"                                                   | Тейлор Свіфт           | 25 березня 2013 | 1.5    | обрана трьома суддями, вступила до команди Блейка Шелтона |
| Раунд-битва        | "Put Your Records On" (проти Керолайн Глазер)            | Корінна Бейлі          | 16 квітня 2013  | 8.6    | «врятована» наставником                                   |
| Раунд на вибування | "Jesus Take The Wheel" (проти Тейлор Бекхем)             | Керрі Андервуд         | 30 квітня 2013  | 12.5   | «врятована» наставником                                   |
| Плей-офф наживо    | "Maybe It Was Memphis"                                   | Пем Тілліс             | 7 травня 2013   | 15.7   | «врятована» глядацьким голосами                           |
| Топ 12             | "Wasted"                                                 | Керрі Андервуд         | 13 травня 2013  | 17.8   | «врятована» глядацьким голосами                           |
| Топ 10             | "Heads Carolina, Tails California"                       | Джо Ді Мессіна         | 20 травня 2013  | 20.7   | «врятована» глядацьким голосами                           |
| Топ 8              | "Grandpa (Tell Me 'Bout the Good Ol' Days)"              | The Judds              | 27 травня 2013  | 22.7   | «врятована» глядацьким голосами                           |
| Топ 6              | "Shake the Sugar Tree"                                   | Пем Тілліс             | 3 червня 2013   | 25.5   | «врятована» глядацьким голосами                           |
| Топ 6              | "A Little Bit Stronger"                                  | Сара Еванс             | 3 червня 2013   | 25.11  | «врятована» глядацьким голосами                           |
| Топ 5 (Півфінал)   | "Please Remember Me"                                     | Родні Крауелл          | 10 червня 2013  | 27.4   | «врятована» глядацьким голосами                           |
| Топ 5 (Півфінал)   | "Who I Am"                                               | Джессіка Ендрюс        | 10 червня 2013  | 27.8   | «врятована» глядацьким голосами                           |
| Фінал (Фінал 3)    | "Timber, I'm Falling In Love" (разом з Блейком Шелтоном) | Патті Ловлесс          | 17 червня 2013  | 29.3   | переможець                                                |
| Фінал (Фінал 3)    | "Maybe It Was Memphis"                                   | Пем Тілліс             | 17 червня 2013  | 29.7   | переможець                                                |
| Фінал (Фінал 3)    | "Born to Fly"                                            | Сара Еванс             | 17 червня 2013  | 29.9   | переможець                                                |

2013 – 2014: Danielle Bradbery
19 червня 2013 року, на наступний день після того, як Бредбері виграла The Voice, вона підписала контракт з Big Machine Records. Її дебютний сингл "The Heart of Dixie" вийшов 16 липня 2013 року. Перший студійний альбом співачки під назвою «Danielle Bradbery» вийшов 25 листопада 2013 року. 14 вересня 2013 року Бредбері виступила на сцені Wgty Great Country Radio на Йоркському ярмарку і заспівала чотири пісні з її майбутнього альбому: "Young in America", "Dance Hall", "Never Like This" та  “Daughter of a Working Man”. Співачка дебютувала в Grand Ole Opry на історичній сцені Ryman Auditorium в Нешвіллі 12 листопада. Разом з дебютом Opry Бредбері вирушила у літній тур "Brad Paisley's Beat". 17 листопада 2013 року Деніелл заспівала національний гімн на церемонії відкриття Formula 1 Гран-Прі США 2013 року. Її композиція "My Day" була представлена на Зимових Олімпійських Іграх у Сочі 2014, оскільки її обрали «голосом» рекламної кампанії ігор, яка є партнером NBC Olympics з The Voice.
Бредбері приєдналася до Гантера Хейза як спеціальний гість у його турі We're Not Invisible Tour, який стартував 20 березня 2014 року.
2015 – дотепер: "Friend Zone" та I Don't Believe We've Met
У недавньому інтерв'ю Naked Mag Бредбері підтвердила, що пише пісні для свого другого альбому і сподівається випустити його в 2015 році. Вона повідомила в Twitter 23 серпня 2015 року, що дата випуску синглу з другого студійного альбому "Friend Zone" запланована на 28 серпня 2015 року. Пісня ніколи не мала офіційного виходу на радіо і була "buzz"  синглом.
У 2017 році виконавиця нарешті випустила пісню під назвою "Sway" як сингл. Він дебютував на 46 сходинці в чарті Billboard, і офіційно вийшов на радіо країни 28 серпня 2017 року. 4 серпня 2017 року Бредбері оголосила, що "Sway" буде першим синглом з її майбутнього другого альбому «I Don't Believe We've Met», який вийшов 1 грудня 2017 року.

## Артистизм
Бредбері говорить про Керрі Андервуд, Тейлор Свіфт, Міранду Ламберт та Мартіну Брайд, як тих виконавців, що вплинули на її творчість. Крім музики кантрі, вона слухає хіп-хоп, R&B, поп та латиноамериканську музику.

## Філантропія
12 жовтня 2013 року Бредбері виступила з піснею "Somewhere Over the Rainbow" на восьмому щорічному гала-концерті, щоб підтримати пошуки ліків проти ALS. Вона також виступила на благодійному концерті Girls & Guitars на користь Фонду Райана Сікреста. Бредбері і багато інших зірок країни підписали коробку Honey Nut Cheerios, яка буде виставлена для продажу на благодійність. Мета благодійності – зупинити голод в США.

## Дискографія
Студійні альбоми
| Назва                     | Деталі                                                                                     | Найвищі позиції в чартах | Найвищі позиції в чартах | Продажі        |
| Назва                     | Деталі                                                                                     | US Country               | US                       | Продажі        |
| ------------------------- | ------------------------------------------------------------------------------------------ | ------------------------ | ------------------------ | -------------- |
| Danielle Bradbery         | - Дата випуску: 25 листопада 2013 - Лейбл: Big Machine - Формати: CD, цифрове завантаження | 5                        | 19                       | - США: 139,000 |
| I Don't Believe We've Met | - Дата випуску: 1 грудня 2017 - Лейбл: BMLG - Формати: CD, цифрове завантаження            | 6                        | 41                       | - США: 21,900  |

### Сингли
| Рік                                          | Назва                                     | Найвищі позиції в чартах | Найвищі позиції в чартах | Найвищі позиції в чартах | Найвищі позиції в чартах | Найвищі позиції в чартах | Продажі        | Альбом                    |
| Рік                                          | Назва                                     | США Country              | США Country Airplay      | США                      | Канада кантрі            | Канада                   | Продажі        | Альбом                    |
| -------------------------------------------- | ----------------------------------------- | ------------------------ | ------------------------ | ------------------------ | ------------------------ | ------------------------ | -------------- | ------------------------- |
| 2013                                         | "The Heart of Dixie"                      | 16                       | 12                       | 58                       | 46                       | 60                       | - США: 375,000 | Danielle Bradbery         |
| 2014                                         | "Young in America"                        | —                        | 49                       | —                        | —                        | —                        |                | Danielle Bradbery         |
| 2015                                         | "Friend Zone"                             | 41                       | —                        | —                        | —                        | —                        | - США: 20,000  | Самостійний сингл         |
| 2017                                         | "Sway"                                    | 39                       | 47                       | —                        | —                        | —                        | - США: 90,000  | I Don't Believe We've Met |
| 2018                                         | "Worth It"                                | 49                       | 46                       | —                        | —                        | —                        | - США: 15,000  | I Don't Believe We've Met |
| 2018                                         | "Goodbye Summer" (спільно з Thomas Rhett) | 39                       | 39                       | —                        | 49                       | —                        | - США: 8,000   | I Don't Believe We've Met |
| "—" релізи, які не були позначені в діаграмі |                                           |                          |                          |                          |                          |                          |                |                           |

### Промо-сингли
- "Hello Summer"[19][20][21]

### Музичні відео
| Рік  | Назва                             | Режисер                  |
| ---- | --------------------------------- | ------------------------ |
| 2013 | "The Heart of Dixie"              | Shane Drake              |
| 2014 | "Young in America"                | Shane Drake              |
| 2015 | "Friend Zone"                     | Roger Pistole/Eric Welch |
| 2017 | "Sway"                            | Shaun Silva              |
| 2018 | "Worth It                         | Keith J. Leman           |
| 2018 | "Goodbye Summer" (з Thomas Rhett) | Shaun Silva              |

### РелізиThe Voice

#### Альбоми
| Назва                            | Деталі                                                                                  | Найвищі позиції в чартах | Найвищі позиції в чартах | Найвищі позиції в чартах | Продажі       |
| Назва                            | Деталі                                                                                  | США Country              | США                      | Канада                   | Продажі       |
| -------------------------------- | --------------------------------------------------------------------------------------- | ------------------------ | ------------------------ | ------------------------ | ------------- |
| The Complete Season 4 Collection | - Дата випуску: 19 червня 2013 - Лейбл: Republic Records - Формат: цифрове завантаження | 6                        | 19                       | 30                       | - США: 23,480 |

#### Сингли
| Рік                                     | Назва                                              | Найвищі позиції в чартах | Найвищі позиції в чартах | Найвищі позиції в чартах | Продажі       |
| Рік                                     | Назва                                              | США Country              | США                      | Канада                   | Продажі       |
| --------------------------------------- | -------------------------------------------------- | ------------------------ | ------------------------ | ------------------------ | ------------- |
| 2013                                    | "Maybe It Was Memphis"                             | 25                       | 92                       | 90                       | - US: 136,000 |
| 2013                                    | "Wasted"                                           | 35                       | —                        | —                        | - US: 30,000  |
| 2013                                    | "Heads Carolina, Tails California"                 | 23                       | 91                       | 98                       | - US: 57,000  |
| 2013                                    | "Grandpa (Tell Me 'Bout the Good Ol' Days)"        | 24                       | 89                       | 73                       | - US: 63,000  |
| 2013                                    | "A Little Bit Stronger"                            | 31                       | 108                      | —                        | - US: 36,000  |
| 2013                                    | "Shake the Sugar Tree"                             | 38                       | —                        | —                        | - US: 25,000  |
| 2013                                    | "Who I Am"                                         | 22                       | 78                       | 66                       | - US: 60,000  |
| 2013                                    | "Please Remember Me"                               | 30                       | 91                       | 86                       | - US: 47,000  |
| 2013                                    | "Born to Fly"                                      | 20                       | 75                       | 79                       | - US: 68,000  |
| 2013                                    | "Timber, I'm Falling in Love" (with Blake Shelton) | 30                       | 101                      | 71                       | - US: 44,000  |
| "—" композиції, що не потрапили в чарти |                                                    |                          |                          |                          |               |

## Нагороди
| Year | Церемонія                         | Категорія                       | Нагорода                                                                           | Результат  |
| ---- | --------------------------------- | ------------------------------- | ---------------------------------------------------------------------------------- | ---------- |
| 2014 | American Country Countdown Awards | Female Vocalist of the Year     | Herself                                                                            | Номінація  |
| 2017 | CMT Music Awards                  | Performance of the Year         | Close (with Nick Jonas and Thomas Rhett)                                           | Номінація  |
| 2018 | ACM Awards                        | New Female Vocalist of the Year | Herself                                                                            | Номінація  |
| 2018 | CMT Music Awards                  | Breakthrough Video of the Year  | Sway                                                                               | Відкладено |
| 2018 | CMT Music Awards                  | Performance of the Year         | Stand Up For Something (with Andra Day, Common, Little Big Town, and Лі Енн Вумек) | Відкладено |